# Cairo (Costa Rica)
Cairo è un distretto della Costa Rica facente parte del cantone di Siquirres, nella provincia di Limón.